# Stjepan Katinčić
Stjepan Katinčić, hrvatski građevinar, djelovao u Zemunu, istaknuti stanovnik Zemuna. Sin Franje (1861. – Zemun, listopada 1941.), građevinskog poduzetnika i člana zemunskog poglavarstva, rodom iz okolice Siska, i Cecilije Potje, podrijetlom iz Alzasa, čija je obitelj već bila starosjedilačka u Zemunu. Imao je mlađeg brata i sestru. Mlađi brat Franja umro je mlad bez nasljednika, sestra Ana udala se za Miju Barca. Stjepan se školovao u Zagrebu. Oženio se Marijom Leichinger. Naslijedio je očev posao i tvrtku. Na njegovoj kući u Zemunu postoje očevi inicijali: gradio F. K. 1911. godine.